# Fresno del Río
Fresno del Río – gmina w Hiszpanii, w prowincji Palencia, w Kastylii i León, o powierzchni 44,02 km². W 2011 roku gmina liczyła 196 mieszkańców.